# Ivo Radovniković
Ivo „Ive” Radovniković (Split, 1918. február 9. – Split, 1977. október 27.) horvát labdarúgó-középpályás, edző.
A jugoszláv válogatott tagjaként részt vett az 1950-es labdarúgó-világbajnokságon.